# Rivière Bonaparte
Pour les articles homonymes, voir Bonaparte (homonymie).
La rivière Bonaparte (Bonaparte River) est un cours d'eau de 153 kilomètres environ situé dans le District régional de Thompson-Nicola en Colombie-Britannique au Canada. C'est l'un des derniers affluent de la rivière Thompson avant le village de Lytton.

## Étymologie
D'après Akrig et al., le nom de Bonaparte River apparaît au moins en 1826 et le nom est probablement un hommage à Napoléon Bonaparte, décédé quelques années auparavant en 1821 plutôt qu'à un laboureur surnommé Bonaparte. En 1827, un croquis dressé par Archibald McDonald de la Compagnie de la Baie d'Hudson mentionne la rivière sous le nom de «Bonepates River»,. Le 16 mai 1846, Alexander Caulfield l'identifie comme «Rivière de Bonaparte» tout comme Anderson (Bonaparte's River) dans le rapport officiel de ses explorations la même année.
Identifié sous ce nom sur les cartes officielles de Colombie Britannique dès 1884, et en 1916 sur la feuille 111 de sectorisation du Dominion et la carte 1G de Colombie Britannique.

## Ethnologie
En langue shuswap ou Secwepemc la rivière s'appelle Kluhtows, ce qui signifie «rivière graveleuse».
D'ailleurs, le bassin de la rivière Bonaparte était peuplée par les Shuswap et surtout la tribu Zaktcinemuk qui occupait la vallée de la rivière Bonaparte près de Ashcroft, de Cache Creek, de Loon Lake et la partie aval de Hat Creek. On les trouvait aussi des deux côtés du Fleuve Fraser à proximité de la Hat Creek.
On trouvait aussi la tribu des Stelmhuleharmuk de Clinton jusqu'au High Bar Creek.
Les principaux villages occupés étaient ceux de Skwailak vers Pavilion et Nhhohieilten sur la zone de la rivière Bonaparte.

## Géographie
La rivière mesure environ 153 kilomètres de long, y compris les 17 kilomètres de longueur du lac Bonaparte. S'élevant sur le plateau Silwhoiakun au nord-ouest de Kamloops, la rivière Bonaparte est intégralement située dans le district régional de Thompson-Nicola et coule depuis le Parc Bonaparte vers le nord jusqu'au lac Bonaparte puis vers l'ouest puis le sud pour rejoindre la rivière Thompson peu avant la communauté d'Ashcroft.
La source se situe dans le lac Couture à l'extérieur la zone de drainage de la rivière Bonaparte. Ce lac d'un peu moins de 1 kilomètre de long est situé sur le plateau Bonaparte à 1 500 mètres d'altitude dans le Parc provincial Bonaparte. La rivière coule vers le nord de la sortie du lac Couture sur 4 kilomètres en traversant respectivement les petits lacs de Cheryl Lake, Moosepasture Lake, Megan Lake, et enfin Cath Lake. De ce petit lac, elle s'écoule toujours vers le nord sur 4 kilomètres pour rejoindre l'extrémité est du lac Mayson.
Le bassin de la rivière Bonaparte se compose de 4 zones de drainage.
- Drainage de l'amont de la rivière Bonaparte. Cette zone compose l'aile est du bassin. Elle forme un triangle entre le lac Bogmar (à l'est), les 5 km environ à l'ouest du lac Young (à l'ouest), et se termine au nord entre le lac des Roches (qui ne fait pas partie de la zone) et les trois petits lacs nommés Whitley Lake, West Twin Lake et East Twin Lake.

Dans cette zone la rivière Bonaparte traverse lac Mayson puis se jette dans le lac Bonaparte par l'est. Le lac Bonaparte est alimenté principalement par la rivière Bonaparte et une vingtaine d'affluents dont les deux principaux sont la Caverhill Creek à l'est et la Hammer Creek à l'ouest. La rivière ressort par l'ouest du lac et s'écoule sur 10 kilomètres en direction du nord-ouest puis bifurque à 90° en direction du sud-ouest pour rejoindre 12 kilomètres plus loin l'ouest du lac Young.
- Drainage du Green Lake. Cette zone située à l'ouest nord-ouest de la zone précédente est centrée autour du Green Lake. Elle est bordée à l'ouest par les nombreux petits lacs autour du lac Kelsey. Son point culminant est le Mount Beggie"" (1215 m). La zone du drainage est bordée au sud par la confluence de la Rayfield River avec la rivière Bonaparte.
- Drainage de l'aval de la rivière Bonaparte. Cette zone de drainage est la plus importante et occupe le centre du bassin.

La rivière Bonaparte y coule depuis la confluence avec la Rayfield River vers le sud-ouest sur environ 30 kilomètres dans une partie où sur 1 km, elle est reçoit les eaux de deux affluents respectivement le Chasm Creek puis le Fiftyseven Creek. À partir de ce dernier, la rivière Bonaparte coule vers le sud, est rejoint 3 kilomètres plus loin par le Clinton Creek (altitude 678 m). Sur le reste du parcours, la rivière est grossie par les eaux venant de sa rive gauche des Loon creek et Scottie Creek à une altitude de 488 m. Puis sur la rive droite, elle reçoit un de ses plus gros confluent, le Hat Creek puis venant de la rive gauche le Cache Creek à une altitude de 445 m. Elle rejoint la Thompson River peu avant Ashcroft.
- Drainage de Hat Creek. Ce drainage compose la partie Sud-ouest du bassin. Il est formé par le Hat Creek et ses affluents. La Rivière Bonaparte ne fait que représenter la pointe est de cette zone au confluent avec la Hat Creek.

## Hydrologie
La rivière est soumise à un régime nival, les hautes eaux ont lieu de mai à juillet lors de la fonte des neiges. Les dernières données révèlent un flux moyen sur une année de 6,43 m3/s. Les extrêmes sont 11,47 m3/s en juin pour le maximum et de 0,5 m3/s en septembre.

### Lacs traversés
- Lac Couture Couture Lake
- Cheryl Lake
- Moosepasture Lake
- Megan Lake
- Cath Lake
- Lac Mayson
- Lac Bonaparte Bonaparte Lake. 1146 m d'altitude[13].
- Lac Young. 914 m d'altitude[13].

## Principaux affluents
- Caverhill Creek. Ce cours d'eau a sa source à proximité du Caverhill Lake et rejoint le lac Bonaparte via les lacs Lupin lakes et le Ramsay Lake. Elle fait environ une douzaine de kilomètres. Le nom a été officialisé le 3 mars 1952[14],[15].
- Hammer Creek. Ce ruisseau qui fait environ 5 km de long traverse le Hammer Lake (environ 3,5 km de long) avant de se jeter dans le lac Bonaparte[16].
- Brown Creek (5 à 6 km) qui rejoint la rivière Bonaparte à environ 5 km à l'ouest du lac Bonaparte.
- Machete Creek. Ce cours d'eau de 7 à 8 km de long passe par le Machete Lake (6.5 km de long et altitude de 1122 m) puis le Eagan Lake et se jette dans la rivière Bonaparte à son point le plus au nord[17].
- Scot Creek. cours d'eau d'environ 10 kilomètres de long passant le Scot Lake (longueur environ 1.2 km, altitude 1228 m)[18] et le Little Scot Lake (400 m de long) avant de rejoindre la rivière Bonaparte à 4 kilomètres du lac Young[19].
- Rayfield River. Rivière d'une trentaine de kilomètres. Intégralement située dans la zone de drainage de Green Lake, elle traverse le Crystal Lake, le Pressy Lake (élévation de 1026 m), le Crater lake juste après les chutes de Purver Falls,
- Fly Creek. Cours d'eau d'une dizaine de kilomètres s'écoulant vers le sud et débouchant sur la rivière Bonaparte quelques kilomètres après la Rayfield River. Son nom a été officialisé le 3 mars 1955 après avoir été présent sur les cartes officielles depuis 1916[20].
- Chasm Creek. Petit cours d'eau passant par le Parc Chasm et dont le nom présent depuis 1916 sur les cartes officielles a été adopté le 3 mars 1955[21].
- Fiftyseven Creek. Long cours d'eau d'environ 20 kilomètres prenant sa source dans le Marble Range Park faisant une boucle vers le nord puis bifurquant vers l'est pour rejoindre au sud la rivière Bonaparte[22].
- Clinton Creek. Cours d'eau traversant le village de Clinton puis se jetant dans la rivière Bonaparte trois kilomètres après le Fiftyseven Creek. Mentionné dans les premières cartes sous le nom de Junction Creek, le nom actuel est utilisé depuis 1916 et officialisé le 31 mars 1924. Le nom de ce cours d'eau dans sa partie amont en langue Shuswap est Spil-pal'-um, ce qui signifie prairie plate[23].
- Loon Creek. Cours d'eau assez important traversant le lac Upper Loon Lake(long de 3 km) puis le Loon Lake(12 kilomètres de long) avant de rejoindre la rivière Bonaparte[24].
- Scottie Creek. Ruisseau d'une dizaine de kilomètres prenant sa source au sud du 'Hihium Lake[25].
- Hat Creek. Cours d'eau s'écoulant vers le nord puis vers l'est et rejoignant la rivière Bonaparte juste au nord de Cache Creek[26]. Le nom de ce cours d'eau vient d'une légende Shuswap au sujet de leur héros Kwil-i-elt[27]
- Cache Creek. Cours d'eau dénommé originellement rivière de la Cache par les trappeurs canadiens français qui y établissaient un campement et y cachaient leurs biens près de l'embouchure de ce cours d'eau. Il débouche dans la rivière Bonaparte au niveau du village de Cache Creek. Le nom de Cache Creek est attribué officiellement depuis le 6 octobre 1936[28].

## Écologie

### Écosystème aquatique
La rivière Bonaparte et ses principaux affluents supporte l'existence de cinq des sept espèces de saumons du pacifique ; le saumon rouge, le saumon rose à bosse, le saumon argenté ou saumon Coho, le saumon arc-en-ciel ou 'Steelhead' en anglais et le saumon royal aussi appelé Chinook.
On retrouve aussi des espèces non-anadromes de saumons (vivants en eaux douces seulement) telles que le Kokanee, sous-espèce de Oncorhynchus nerka mais plus petite que l'espèce principale et que l'on retrouve dans les lacs Young et Bonaparte. Autre espèce non-anadrome identifiée dans le bassin de larivière Bonaparte, le saumon arc-en-ciel. Les autres espèces de la famille des salmonidae incluent le Ménomini des montagnes (Prosopium williamsoni), l'omble à tête plate, et l'omble de fontaine ou truite mouchetée.
Les poissons des autres familles incluent les poissons du genre Catostomus, le Méné deux-barres, le Méné rose, le Naseux des Rapides, le Naseux Léopard (Rhinichthys falcatus), la Sauvagesse du Nord, le Meunier Rouge, le Mulet de lac (Couesius plumbeus), le Bridgelip Sucker (Catostomus columbianus), et le Meunier à grandes écailles.

### Écosystème aviaire
- Oriole de Bullock (Icterus bullockii). On retrouve cet oiseau en grande abondance autour de Kamloops, mais reste présent vers Ashcroft et disparait peu à peu avant Clinton le long de la rivière Bonaparte[31].
- Troglodyte des rochers (Salpinctes obsoletus)[31].
- Tyran de l'Ouest (Tyrannus verticalis)[31].
- Tyran tritri (Tyrannus tyrannus). Abondant sur toute la zone du bassin[32],[33].
- Moucherolle à ventre roux (Sayornis saya)[31],[32].
- Grèbe esclavon (Podiceps auritus)[34].
- Canard d'Amérique (Mareca americana). La zone de reproduction se situe notamment entre Clinton, Ashcroft et le Lac de La Hache[35].
- Sarcelle cannelle (Spatula cyanoptera)). Présent au moins autour de Clinton[35].
- Marouette de Caroline (Porzana carolina)). Nidification dans toute la colombie Britannique[36].
- Grand Chevalier (Tringa melanoleucus). Nidification de Clinton et au nord de cette ville[37].
- Lagopède alpin (Lagopus mutus rupestris). Sur les sommets autour de Clinton[38].
- Lagopède à queue blanche (Lagopus leucurus)[38].
- Tétras à queue fine (Pediocaetes phasianellus columbianus)[38].
- Tourterelle triste (Zenaidura macroura). Cette tourterelle se retrouve dans la zone de la rivière Bonparte avec Clinton comme position la plus au nord de sa présence[39].
- Urubu à tête rouge (Cathartes aura). Retrouvé occasionnellement dans le bassin[39].
- Busard des marais (Circus hudsonius). Présent[39].
- Épervier brun (Accipiter striatus velox). Cette sous-espèce d'épervier brun est présente dans tout le Canada[39],[40].
- Pygargue à tête blanche (Haliaeetus leucocephalus). Présent partout dans le bassin[41].
- Crécerelle d'Amérique (Falco sparverius). Le plus présent des rapaces dans le bassin de la rivière[41].
- Balbuzard pêcheur (Pandion haliaetus carolinensis). Présent notamment sur la rive droite de la rivière Bonaparte entre la zone de Chasm Creek, en passant par Clinton Creek et dans la vallée de Hat Creek[41],[42].
- Engoulevent d'Amérique (Chordeiles virginianus). Retrouvé partout[43].
- Martinet sombre (Cypseloides niger). Surtout sur les petits lacs autour d'Ashcroft et de Cache Creek, et de Clinton Creek à la confluence de Hat Creek[43],[44].
- Pioui de l'Ouest (Contopus sordidulus ou Contopus richardsonii). Observé partout dans le bassin[32],[45].
- Moucherolle des saules (Empidomax pusillus traillii). Observé partout dans le bassin[46],[47].
- Moucherolle de Hammond (Empidonax hammondii). Observé partout dans le bassin[46],[48].
- Alouette hausse-col (Otocoris alpestris merrilli). Surtout observé entre Cache Creek et Ashcroft[46].
- Pie d'Amérique (Pica pica hudsonica). Très commune dans le bassin[46].
- Geai de Steller (Cyanocitta stelleri annectens). Retrouvé communément[46].
- Mésangeai du Canada (Perisoreus canadensis). Commun dans tout le bassin le long de rivière Bonaparte[46].
- Grand Corbeau (Corvus corax). Commun partout mais la sous-espèce sinuatus est rare dans la vallée Bonaparte[49].
- Corneille d'Amérique (Corvus brachyrhynchos). Très commun[49].
- Cassenoix d'Amérique (Picicorvus columbianus). Pas très fréquent mais rencontré autour de Clinton[49].
- Carouge à tête jaune (Xanthocephalus Xanthocephalus). Retrouvé dans la vallée Bonaparte[50].
- Tarin des pins (Spinus pinus). Très abondant[50].
- Bruant vespéral (Pooecetes gramineus). Présent dans la vallée Bonaparte[51].
- Bruant des prés (Passerculus sandwichensis). Présent dans presque tout le bassin de la rivière Bonaparte[52].
- Bruant familier (Spizella socialis arizonae). Très commun partout[53].
- Passerin azuré (Passerina amoena). Présent dans la vallée de la rivière Bonaparte entre Clinton et Ashcroft[54],[55].
- Piranga à tête rouge (Piranga ludoviciana). Présent dans tout le bassin[54].
- Hirondelle de rivage (Riparia riparia). Retrouvé dans la vallée de la rivière Bonaparte depuis Green Lake jusqu'à ashcroft[56],[57].
- Jaseur d'Amérique (Bombycilla cedrorum). Présent dans tout le bassin[56].
- Viréo aux yeux rouges (Vireo olivaceus). Présent entre Clinton et Ashccroft[56].
- Viréo mélodieux (Vireo gilvus). Oiseau très commun dans tout le bassin[56].
- Viréo de Cassin (Vireo cassinii). Retrouvé dans la vallée de la rivière Bonaparte depuis Green Lake jusqu'à ashcroft[58],[59].
- Paruline verdâtre (Leiothlypis celata). Présent dans tout le bassin[60].
- Paruline jaune (Setophaga aestiva). Présent dans tout le bassin[60].
- Paruline des ruisseaux (Parkesia noveboracensis). Cette espèce est présente dans toute la vallée Bonaparte de Chasm à Ashcroft[61] mais aussi dans la zone s'étendant du lac Couture au lac Bonaparte[62].
- Paruline des buissons (Geothlypis tolmiei anciennement Geothlypis macgillivrayi). Oiseau présent dans la vallée Bonaparte entre Clinton et Ashcroft[61].
- Paruline masquée (Geothlypis trichas). Espèce présente dans la vallée Bonparte depuis la source jusqu'à Ashcroft[61],[63].
- Paruline flamboyante (Setophaga ruticilla). Cette espèce de Paruline est retrouvée de Clinton à Ashcroft[61],[64].
- Pipit d'Amérique (Anthus rubescens). Espèce présente depuis Greeen Lake jusqu'à la Rivière Thompson[61],[65].
- Cincle d'Amérique (Cinclus mexicanus). Espèce retrouvée au nord du lac Bonaparte et du lac Loon jusqu'à Cache Creek et Ashcroft[61],[66].
- Moqueur chat (Dumetella carolinensis). Retrouvé d'Ashcroft à Clinton laquelle position est une des positions les plus au nord où cette espèce puisse être retrouvée[67],[68].
- Troglodyte des rochers (Salpinctes obsoletus)). Cet oiseau se retrouve essentiellement le long du cours d'eau Cache Creek jusqu'à la ville du même nom. Préférant les pentes rocheuses, son plumage gris clair et beige lui permet de se confondre avec les rochers de cette zone

,.
- Troglodyte familier (Troglodytes aedon). Le Troglodyte familier se retrouve le long de la vallée de la rivière Bonaparte depuis Chasm[67],[70].

- Troglodyte de Baird (Troglodytes pacificus). Dans le bassin de la rivière Bonaparte, le Troglodytes de Baird ou des Forêts ne se retrouve qu'autour des sources de la rivière et du lac Bonaparte, et autour de Cache Creek et Ashcroft[67],[71].

- Mésange à tête noire (Poecile atricapillus) et Mésange de Gambel (Poecile gambeli). Ces mésanges sont retrouvées de manière très abondante dans tout le bassin[72].

- Mésange à tête brune (Poecile hudsonicus). Par contre cette mésange qui apprécie les forêts de conifères ne se retrouve que dans une région autour du lac Bonaparte[72],[73].

- Roitelet à couronne dorée (Regulus satrapa) et Roitelet à couronne rubis (Regulus calendula). Présents dans tout le bassin Bonaparte y compris vers le lac Young[74],[75].

- Solitaire de Townsend (Myadestes townsendi). Présent entre Chasm, le lac Loon, le lac Hihium, Ashcroft et le bassin de la Hat Creek[74],[76].

### Végétation
- Arceuthobium Americanum. Cette espèce a été identifiée dans la zone de la rivière Bonaparte[77].
- Opuntia polyacantha. Cette cactée de la famille des figuiers de barbarie est présente en Colombie Britannique exclusivement dans une zone confinée entre Spences Bridge et Maiden Creek dans la vallée de la rivière Bonaparte. Elle est très abondante près de Cache Creek. On suppose qu'elle a été introduite dans cette zone à l'époque de la ruée vers l'or ou durant la construction du chemin de fer Canadian Pacific[78]